# Il calapranzi
Il calapranzi (The Dumb Waiter) è una commedia teatrale di un atto scritta da Harold Pinter nel 1957 e messa in scena la prima volta all'Hampstead Theatre di Londra il 21 gennaio 1960.

## Trama
Birmingham. In uno squallido, asfittico sotterraneo, Ben e Gus attendono istruzioni da parte del loro capo, e ingannano il tempo discorrendo su argomenti banali; Ben, freddo e distaccato, non risponde mai concretamente alle domande di Gus, il quale, più emotivo e inquieto, avanza molte lamentele: in particolare egli soffre la reclusione nel seminterrato, privo di finestre e con un sistema di tubazioni malfunzionante, e la mancanza di cibo. La tensione tra i due cresce rapidamente, tanto che scoppia una violenta rissa quando devono stabilire se sia corretto dire "accendi l'acqua per il the" o "metti su l'acqua per il the". Il loro litigio viene interrotto quando qualcuno fa passare sotto la porta una busta da lettere con dentro dei fiammiferi: Ben propone di usarli per preparare il the, ma Gus fa notare che manca il gas. Dai loro discorsi si comprende a questo punto che i due sono sicari prezzolati, e che le istruzioni che attendono riguardano un omicidio; è inoltre chiaro che l'organizzazione per cui lavorano abbia delle regole estremamente rigide, che limitano all'eccesso la loro libertà: Ben obbedisce senza riserve, mentre Gus nutre profondi dubbi sulle implicazioni etiche del loro lavoro.
Improvvisamente il calapranzi in fondo alla stanza si mette in funzione, e dal piano di sopra qualcuno inizia a inviare richieste di pietanze. Ben minimizza, ipotizzando che il locale fosse in precedenza occupato da un ristorante; Gus è scettico, poiché mancano strutture adeguate alla preparazione di cibo. Tuttavia dal montavivande continuano ad arrivare richieste sempre più sofisticate, sicché i due convengono che sia necessario inviare del cibo ai piani superiori per non destare sospetti: sacrificano così degli snack dozzinali che Gus nascondeva in borsa. Tramite l'interfono, tuttavia, le persone al piano di sopra comunicano a Ben di non averli graditi, e questo manda Gus su tutte le furie: l'uomo crede infatti che ai piani superiori ci sia abbondanza di cibo, e che le richieste servano solo a tormentarli.
Ben richiama Gus all'ordine e i due, dopo essersi messi giacca e cravatta e aver caricato le pistole, ripassano la procedura: la loro vittima entrerà dalla porta dello scantinato, e loro la dovranno accerchiare e uccidere. La preparazione viene però interrotta dall'ennesima richiesta pervenuta col calapranzi; Gus, ormai fuori di sé, esce a bere un bicchiere d'acqua. Rimasto solo, Ben riceve una chiamata dall'interfono: dalle sue risposte si capisce che la vittima è arrivata. L'uomo punta la pistola verso la porta, ma quando si apre compare Gus, spogliato di giacca, cravatta e pistola. I due uomini si fissano sconvolti l'un l'altro, e il dramma termina bruscamente.

## Interpretazione
Sebbene il dramma contenga molti aspetti realistici e credibili riferimenti all'attualità, in particolare nel dialogo tra Ben e Gus, ci sono anche elementi inspiegabili e apparentemente assurdi, come i messaggi consegnati col calapranzi. Pinter lascia l'opera aperta all'interpretazione, "in modo che il suo pubblico completi la sua opera, e risolva a modo suo queste questioni irrisolvibili". Pinter ha dichiarato che "tra la mancanza di dati biografici [sui personaggi] e l'ambiguità dei loro discorsi si trova un territorio che non solo merita di essere esplorato, ma che è obbligatorio esplorare"
Anche il titolo originale del dramma consente di darne un'altra interpretazione: in inglese dumb waiter significa montavivande, ma anche, letteralmente, servitore silenzioso o addirittura un ottuso che attende. Può quindi essere applicato a entrambi gli uomini, che attendono remissivamente le istruzioni, oppure al solo Gus, che esegue gli ordini senza rendersi conto di essere la vittima designata, o ancora a Ben, che obbedisce ciecamente alle istruzioni del proprio capo.
L'opera potrebbe essere quindi una commedia dell'assurdo su due uomini che attendono in un universo senza significato o scopo, come accade in Aspettando Godot di Samuel Beckett. "Il calapranzi raggiunge, attraverso la sua miscela unica di assurdità, farsa e realismo superficiale, un'affermazione profondamente commovente sulla condizione umana moderna".
Un'altra interpretazione è che l'opera sia un dramma politico che mostra come l'individuo viene distrutto da un potere superiore. "Le prime quattro opere teatrali di Harold Pinter terminano tutte con l'annientamento virtuale di un individuo. È con i suoi amari drammi di disumanizzazione che egli implica "l'importanza dell'umanità". La religione e la società, che hanno tradizionalmente strutturato la morale umana, sono, nelle opere di Pinter, gli agenti immorali che distruggono l'individuo". Pinter indicò Il Compleanno e il Calapranzi come "commedie politiche sul potere e la vittimizzazione". Queste tematiche saranno poi riprese da Pinter nei lavori della maturità, come Party Time, Il linguaggio della montagna e soprattutto Il bicchiere della staffa, per il cui allestimento il copione prevede una stanza sotterranea, dotata di un interfono e di un montavivande.

## Rappresentazioni
La prima rappresentazione in lingua inglese è stata all'Hampstead Theatre Club di Londra il 21 gennaio 1960, con la prima commedia di Pinter The Room, e diretta da James Roose-Evans, con Nicholas Selby nei panni di Ben e George Tovey nei panni di Gus. La produzione si trasferì al Royal Court Theatre dall'8 marzo 1960.

### In Italia
La prima in lingua italiana è stata la versione radiofonica trasmessa dal terzo programma della Rai il 23 febbraio 1962, per la regia di Giorgio Bandini, con Tino Buazzelli (Gus) ed Enzo Tarascio (Ben).
La prima teatrale è stata il 20 dicembre 1962 al Teatro di Palazzo Durini di Milano, per la regia di Massimo Binazzi, con Antonio Pierfederici e Patrizio Caracchi.
Ne esiste anche una versione televisiva, trasmessa il 14 ottobre 1967 dal Secondo programma della Rai, per la regia di Edmo Fenoglio con Gianrico Tedeschi nella parte di Ben e Aroldo Tieri nella parte di Gus.
In tempi più recenti, Il calapranzi è stato presentato nel dicembre 2011 al Teatro Manhattan di Roma, per la regia di Vincent Riotta. Marco Pancrazi vestiva i panni di Ben, mentre Gus era interpretato da Alessandro Selli.
L'opera è stata nuovamente rappresentata nel giugno 2015 al Teatro Lo Spazio di Roma, per la regia di Vittoria Citerni di Siena, con Giuseppe Pisacane nel ruolo di Ben e Alessandro Giova in quello di Gus.
Nuovo allestimento dal 16 dicembre 2021 al Teatro Garbatella di Roma, con regia e interpretazione di Claudio "Greg" Gregori e Simone Colombari, traduzione di Alessandra Serra, e ripreso nel 2023.
Nel 2025 il Teatro Biondo di Palermo porta in scena una nuova versione del dramma con protagonisti Dario Aita e Giuseppe Scoditti .